# アイオワ・スピードウェイ
アイオワ・スピードウェイ (英語: Iowa Speedway) は、アメリカ合衆国のオーバルトラック。アイオワ州ニュートンに所在し、デモイン東方 30マイル (48 km) に位置する。

## トラックの特徴
- オーバルコース寸法

|                            | 個数                       | 長さ                 | バンク角           |
| -------------------------- | -------------------------- | -------------------- | ------------------ |
| フロントストレッチ         | 1                          | 1075フィート(327.7m) | 10°                |
| バックストレッチ           | 1                          | 869フィート(264.9m)  | 4°                 |
| ターン                     | 4                          | 2676フィート(815.6m) | 12-14°             |
| 全長：0.875マイル(1408.2m) | 全長：0.875マイル(1408.2m) | 路面：アスファルト   | 路面：アスファルト |

全長7/8マイル (1.4 km/0.875Mile) のオーバルトラックで、リッチモンド・インターナショナル・レースウェイによく似たDシェイプ型である。設計者は元NASCARドライバーのラスティ・ウォレス。レーシングドライバー経験者が設計した珍しいトラックである。コーナーは12°～14°のプログレッシブバンクになっていて、ウォレス曰く「ストックカーが3ワイドで走行することを想定した設計」である。25,000以上の座席があり、バックストレッチにはキャンピングカー用の観戦エリアが存在する。
インディカー・シリーズではダウンフォース指向のロードコース用に近いエアロパーツが使用される。周回平均速度は300km/h弱と決して速くはないが、マシンの調子が良ければほぼ全開で周回できる。インディカーの場合3ワイドにはならないものの、Dシェイプオーバルらしいサイド・バイ・サイドの長期戦が見られる。

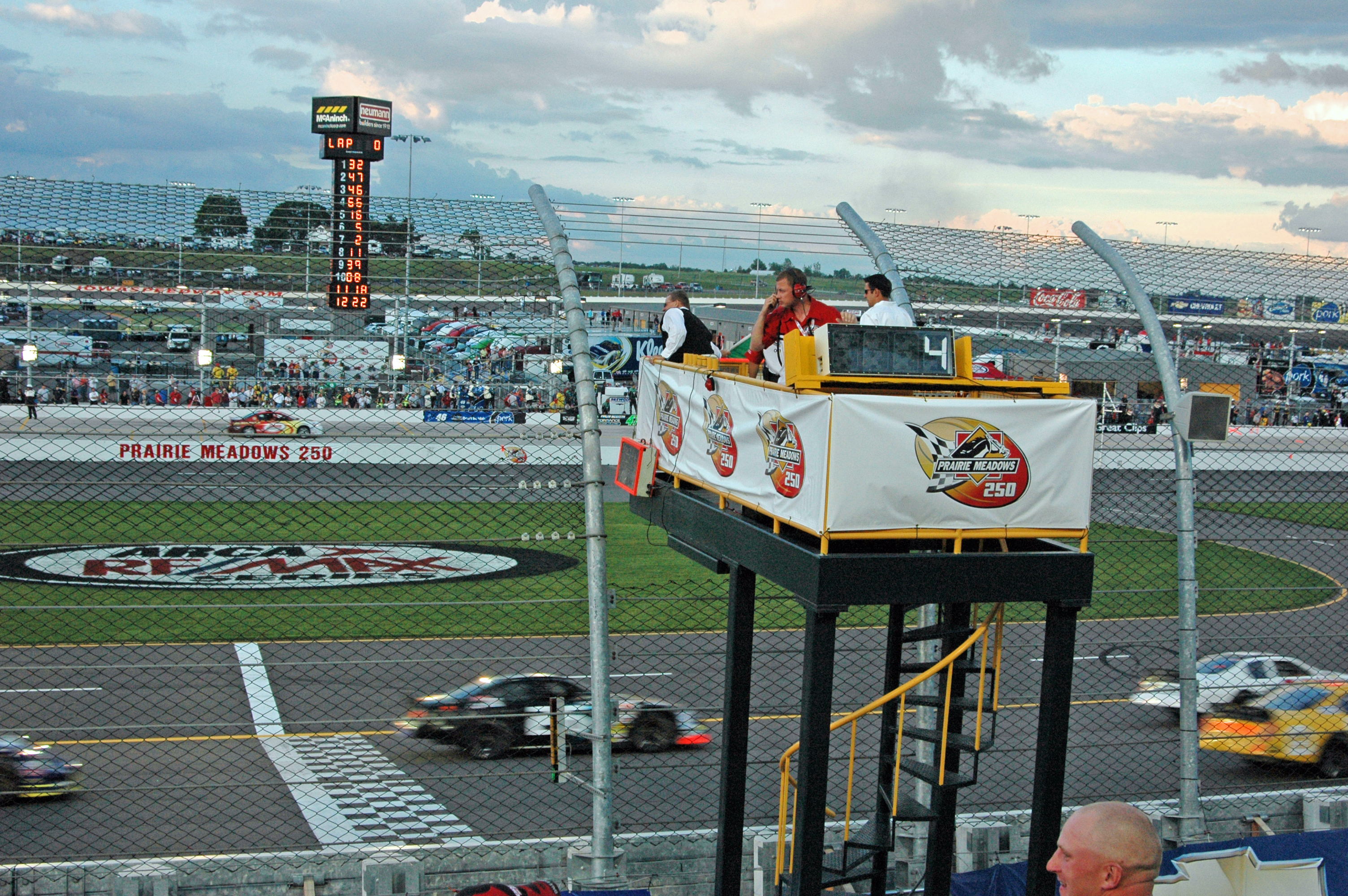
フラッグスタンド

## レース
コースは2006年9月にオープンし、Soy Biodiesel 250 が開催されウッディ・ハワードが優勝した。
2007年よりインディカー・シリーズの"アイオワ・コーン・インディ250"が開催される。2008年のレースでは武藤英紀が日本人最高位タイの2位、2011年には佐藤琢磨が日本人ドライバー初のポール・ポジションを獲得した。
インディカー・シリーズでは、2012年以降予選をヒートレース方式で実施している。

## 開催レース
- インディカー・シリーズ - アイオワ・コーン・インディ250
- NASCARネイションワイド・シリーズ - デュポン・パイオニア250(6月),U.S.セルラー250(8月)
- NASCARキャンピングワールド・トラック・シリーズ - アメリカン・エタノール200(7月,9月)
- ファイアストンインディ・ライツ - サカップ100